# آدم موراي
آدم موراي (بالإنجليزية: Adam Murray)‏ (30 سبتمبر 1981 برمنغهام المملكة المتحدة - ) هو لاعب كرة قدم بريطاني يلعب كلاعب وسط.

## روابط خارجية
- آدم موراي على موقع قاعدة بيانات كرة القدم.إي يو (الإنجليزية)
- آدم موراي على موقع Soccerbase.com (لاعب) (الإنجليزية)
- آدم موراي على موقع عالم كرة القدم.نت (الإنجليزية)